# Olympus Ace
De Olympus Ace was een kleinbeeldcamera die in 1958 door Olympus Corporation werd geïntroduceerd, met een meetzoeker en verwisselbare lenzen. De zoeker was uitgerust met parallax correctie. Door de combinatie van de spleetsluiter en de verwisselbare lenzen had de camera diverse combinaties van focus en diafragma.
De vier lenzen die voor de Ace waren ontworpen:
- Standaard Zuiko 45mm f:2.8
- Groothoek Zuiko 35mm f:2.8
- Telelens Zuiko 80mm f:4
- Telelens Zuiko 80mm f:5.6

De opvolger van de Ace, de Olympus Ace-E (1959) had een lichtmeter. Dit model werd tot 1961 uitgebracht, en kwam ook op de markt als Sears Tower 19.